# Женская сборная Венгрии по баскетболу
Женская сборная Венгрии по баскетболу — женская сборная команда Венгрии, представлявшая эту страну на международных баскетбольных соревнованиях. Управляющим органом сборной выступает Федерация баскетбола Венгрии.

## История
Дебют женской сборной Венгрии по баскетболу на международной арене состоялся на «домашнем» чемпионате Европы в 1950 году, где команда завоевала «серебряные» медали. В следующем розыгрыше, 1952 года, венгерки стали обладателями «бронзовых» медалей. В 1956 году сборная Венгрии заняла 2-е место, проиграв в финале «легендарной» сборной СССР  — 41:49.
Следующий успешный период в венгерском баскетболе приходится на 80-е года XX века: 4-е место на Олимпийских играх — 1980 (единственный олимпийский турнир в истории сборной), 3 подряд завоёванных комплекта «бронзовых» медалей на чемпионатах Европы (1983, 1985, 1987).

## Результаты

### Олимпийские игры
- 1980 4°

### Чемпионат мира по баскетболу среди женщин
- 1957 : 5°
- 1959 : 7°
- 1975 : 9°
- 1986 : 8°
- 1998 : 10°

### Чемпионат Европы по баскетболу среди женщин
- 1950 :  2°
- 1952 :  3°
- 1954 : 4°
- 1956 :  2°
- 1958 : 7°
- 1960 : 9°
- 1962 : 7°
- 1964 : 8°
- 1966 : 9°
- 1968 : 10°
- 1970 : 10°
- 1972 : 6°
- 1974 : 4°
- 1976 : 8°
- 1978 : 6°
- 1980 : 7°
- 1981 : 9°
- 1983 :  3°
- 1985 :  3°
- 1987 :  3°
- 1989 : 7°
- 1991 :  3°
- 1993 : 8
- 1995 : 9°
- 1997 : 4
- 2001 : 7°
- 2003 : 10°
- 2009 : 13°
- 2015 : 16°
- 2019 : 7°